# Musée des métiers de Saint-Laurent-de-la-Plaine
 (juin 2021).
Si vous disposez d'ouvrages ou d'articles de référence ou si vous connaissez des sites web de qualité traitant du thème abordé ici, merci de compléter l'article en donnant les références utiles à sa vérifiabilité et en les liant à la section « Notes et références ».
Le Musée des Métiers est un musée associatif situé à Saint-Laurent-de-la-Plaine (commune de Mauges-sur-Loire) en Maine-et-Loire. Il est consacré aux différents métiers du monde rural ayant existé au XIXe et au XXe siècle. Y sont présentés plus de 35 métiers illustrés par des objets de collections issus de dons.

## Historique
Le Musée des Métiers naît de la volonté d’Abel Delaunay, forgeron de métier et de Victor Perrault, charpentier, tous deux artisans de Saint-Laurent-de-la-Plaine. En 1968, ils commencent à conserver leurs anciens outils mis de côté par l’essor du progrès technique. En 1970, ils s’attellent à la création d’un musée les rassemblant. De nombreux donateurs viennent enrichir les collections du musée avec leurs anciens outils. C’est aussi grâce à de nombreux bénévoles que le musée voit le jour ; en effet, ils contribuent à la collecte des objets, à la construction des bâtiments du musée, mais aussi à l’organisation interne du musée en tant que guide ou personnel d’accueil,.
Le musée est tout d’abord installé dans l’ancien presbytère de la commune, qui est le seul bâtiment à avoir partiellement résisté au feu lors du passage des colonnes infernales de 1794. Puis, sur une période s’étalant de 1974 à 2001, le musée est agrandi par de nombreux travaux menés par des bénévoles, artisans et étudiants de l’AFPA (Association pour la formation professionnelle des adultes) et comprend de nouveaux bâtiments : la grange, la maison de la mode, la rue pavée et un bâtiment d’accueil accolé au presbytère. L’ensemble est réalisé dans un style XVIIIe siècle pour respecter l’unité esthétique avec le bâtiment d’origine.
C’est une véritable reconstitution d’un village pour faire revivre les outils du passé ce qui constitue un témoignage complet sur les activités et métiers aujourd’hui oubliés.
Il changera par ailleurs plusieurs fois d’appellation, d’abord nommé le « Musée des Vieux Métiers » en 1975, puis « La Cité des Métiers de Tradition » en 1994 pour prendre en 2007 le nom de « Musée des Métiers ».

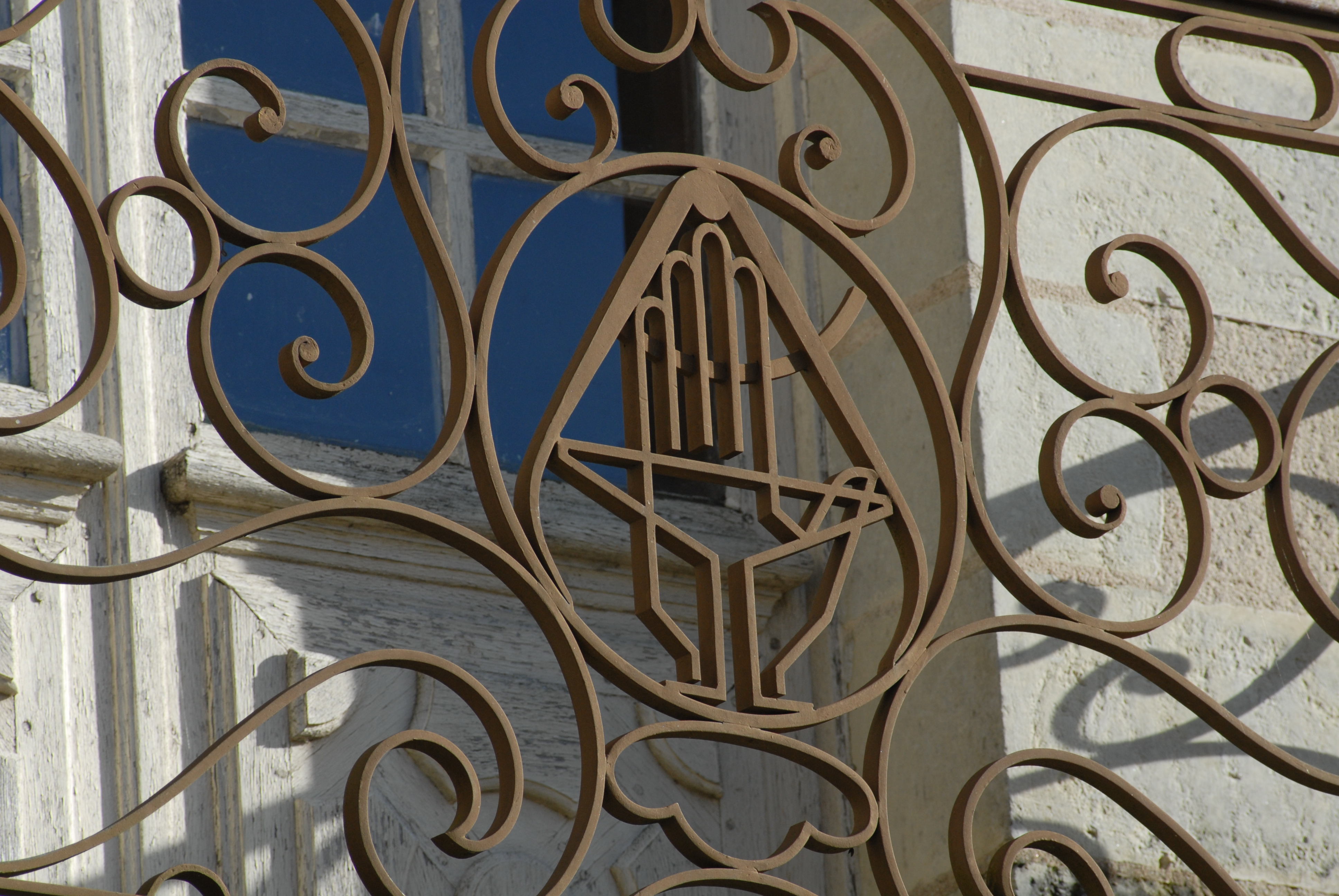
"La matière, L'homme, L'outil" Emblème du Musée des Métiers

## Les collections et les bâtiments
Le musée se compose de 8 espaces principaux : le hall d’accueil, l’ancien presbytère, la cour et la maison de la mode, la rue pavée, la salle des engins de levages, la salle des pressoirs et des alambics, le grenier et la grange.
Le musée s’étend sur une superficie de 5000 m² et l’ensemble des collections regroupe plus de 17 000 objets. Les objets de collection présents proviennent de différents endroits de la France et ils peuvent être issus de dons, de legs, d’achats, de dépôts ou bien de prêts.

### Le hall d’accueil
Comme sa dénomination l’indique, cette salle permet l’accueil des visiteurs mais elle comprend également un espace consacré à l’une des expositions temporaires en cours, ainsi qu’une boutique et des bureaux. L’accueil, de par son architecture (pavement en terres cuites, un plafond en chêne à la française, cheminée en tuffeau et un escalier du XVe siècle inspiré de l’un des escaliers du Mont Saint-Michel), souligne et illustre la devise du musée qui est " La Matière, l’Homme et l’outil " ; devise qui transparaît à travers le logo du Musée des Métiers.

### L’ancien presbytère
Construit en 1779, c’est l’un des seuls bâtiments à avoir partiellement résisté au feu durant la traversée des colonnes infernales de 1794 pendant les guerres de Vendée. Les trois salles du rez-de-chaussée sont consacrées à la communication, à la broderie et à la photographie. Le premier étage est uniquement consacré au travail du textile. Au rez-de-chaussée, les marques du temps sont visibles avec les poutres noircies qui témoignent des guerres de Vendée et les vestiges des anciens presbytères construits au même endroit au XIIIe et au XVIIe siècle.

Salles du presbytère
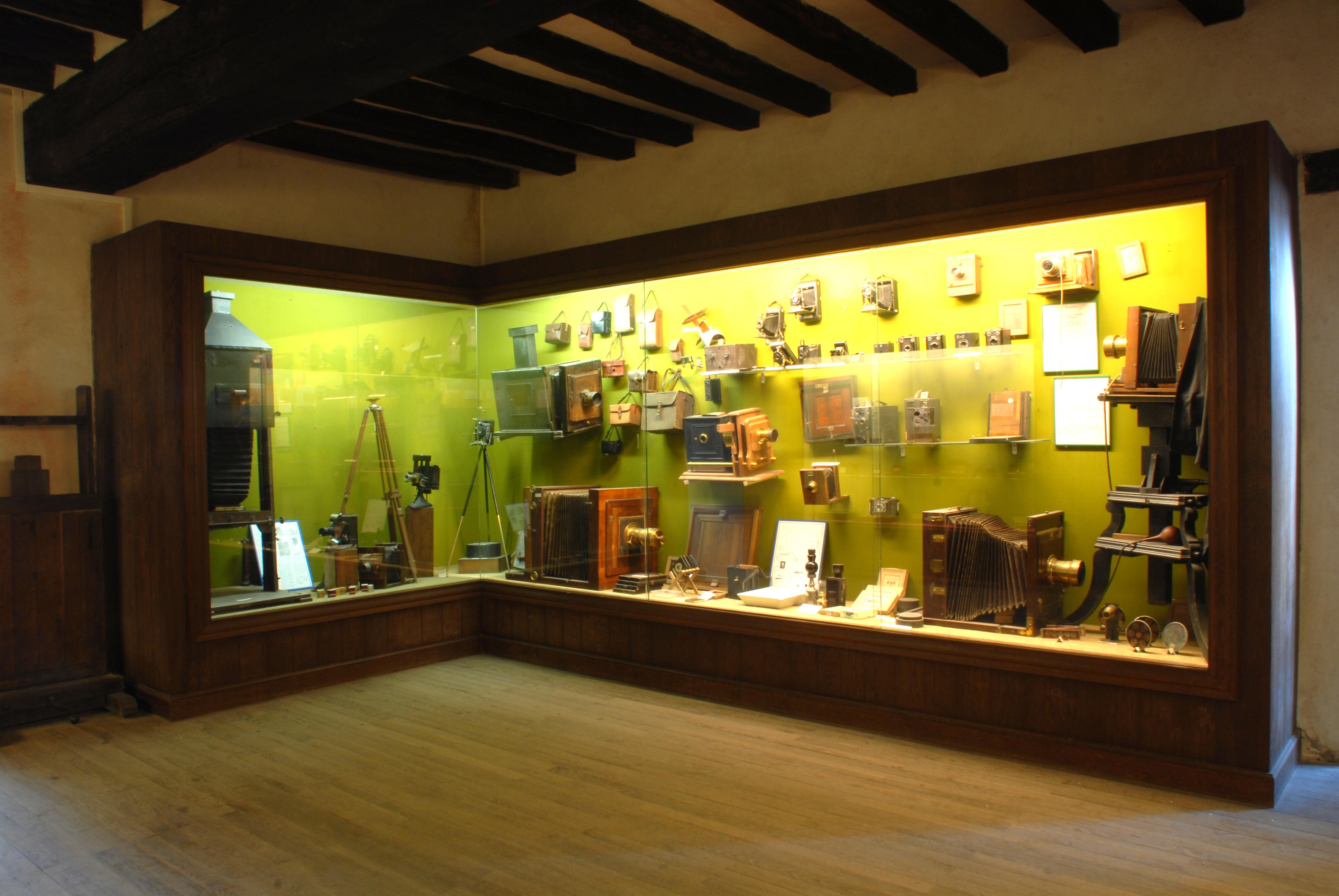
Salle de la photographie et de l'horloge au rez-de-chaussée du presbytère

### La maison de la mode et la cour intérieure du musée
Construite entre 1990 et 1993, la maison de la mode offre une reconstruction d’un atelier de tailleur et de chapelier avec une collection de chapeaux, de formes à chapeaux ainsi que d’anciennes machines à coudre.
Les collections sont composées de deux legs de vêtements anciens par une notable du village, ancienne mannequin ayant travaillé chez Lanvin au début du XXe siècle.
La cour intérieure du musée relie tous les bâtiments entre eux et elle montre aussi l’organisation architecturale du musée autour de l’église de Saint-Laurent-de-la-Plaine. Elle comporte également en son centre une fontaine en granit.

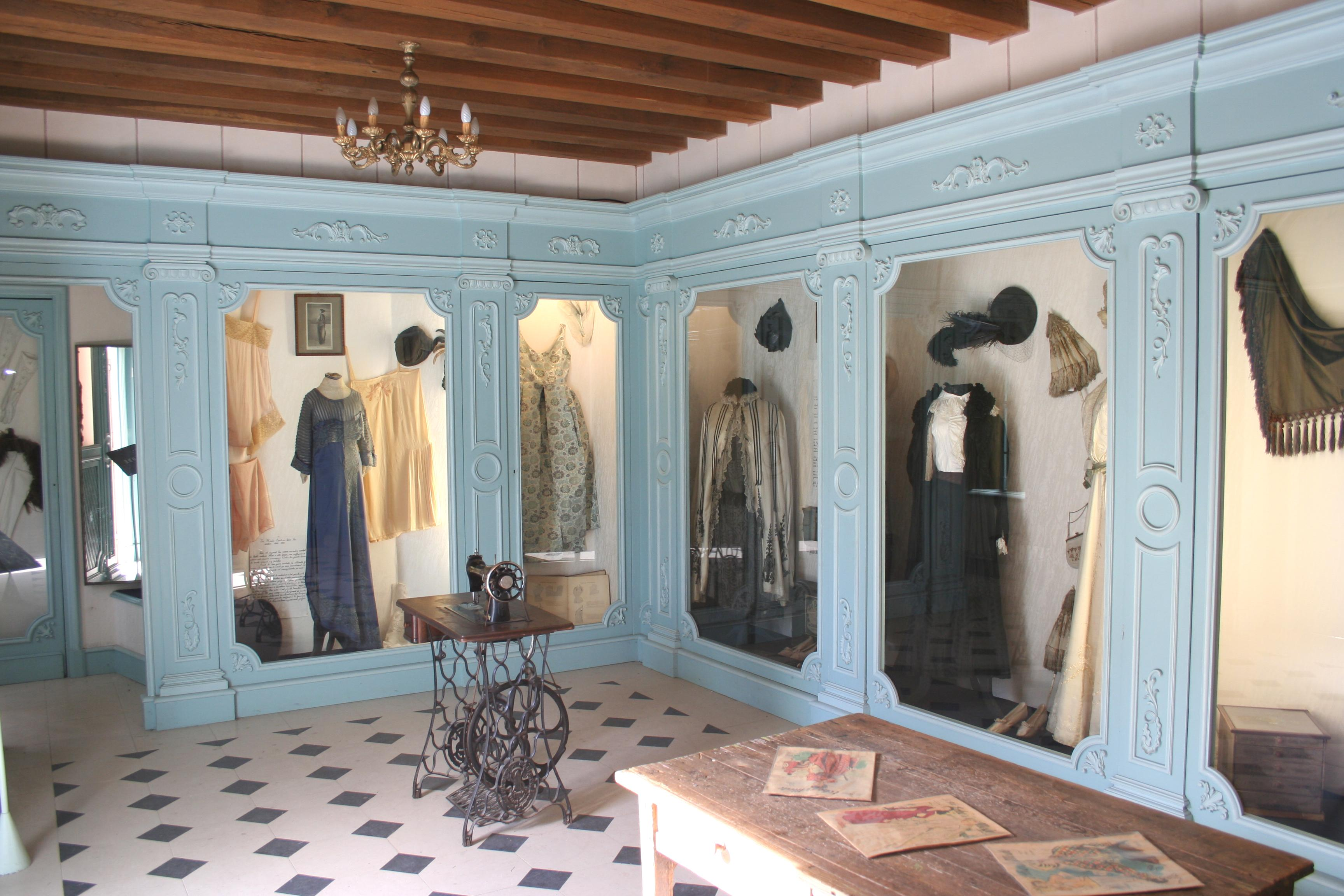
Rez-de-chaussée de la maison de la mode
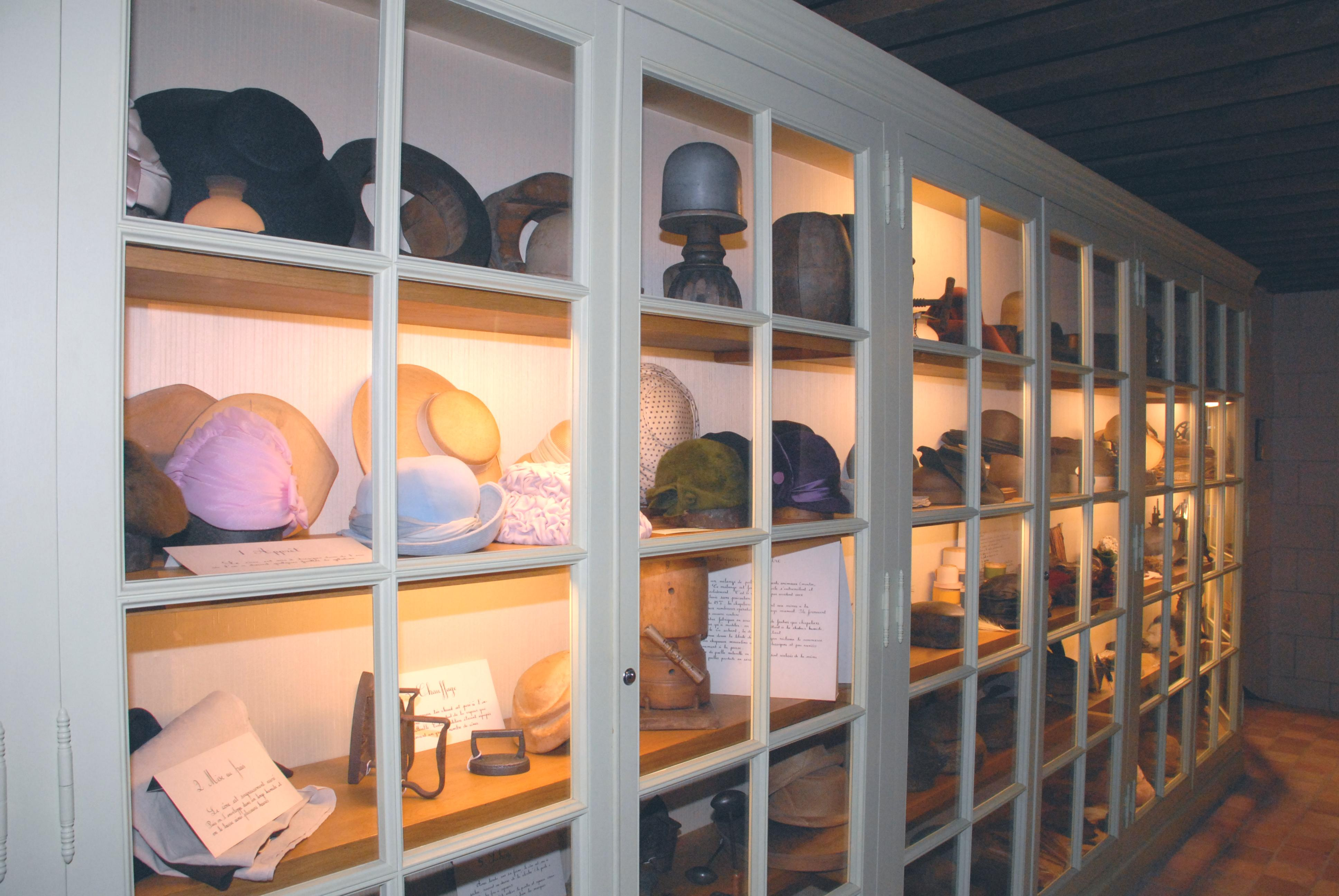
Étage de la maison de la mode
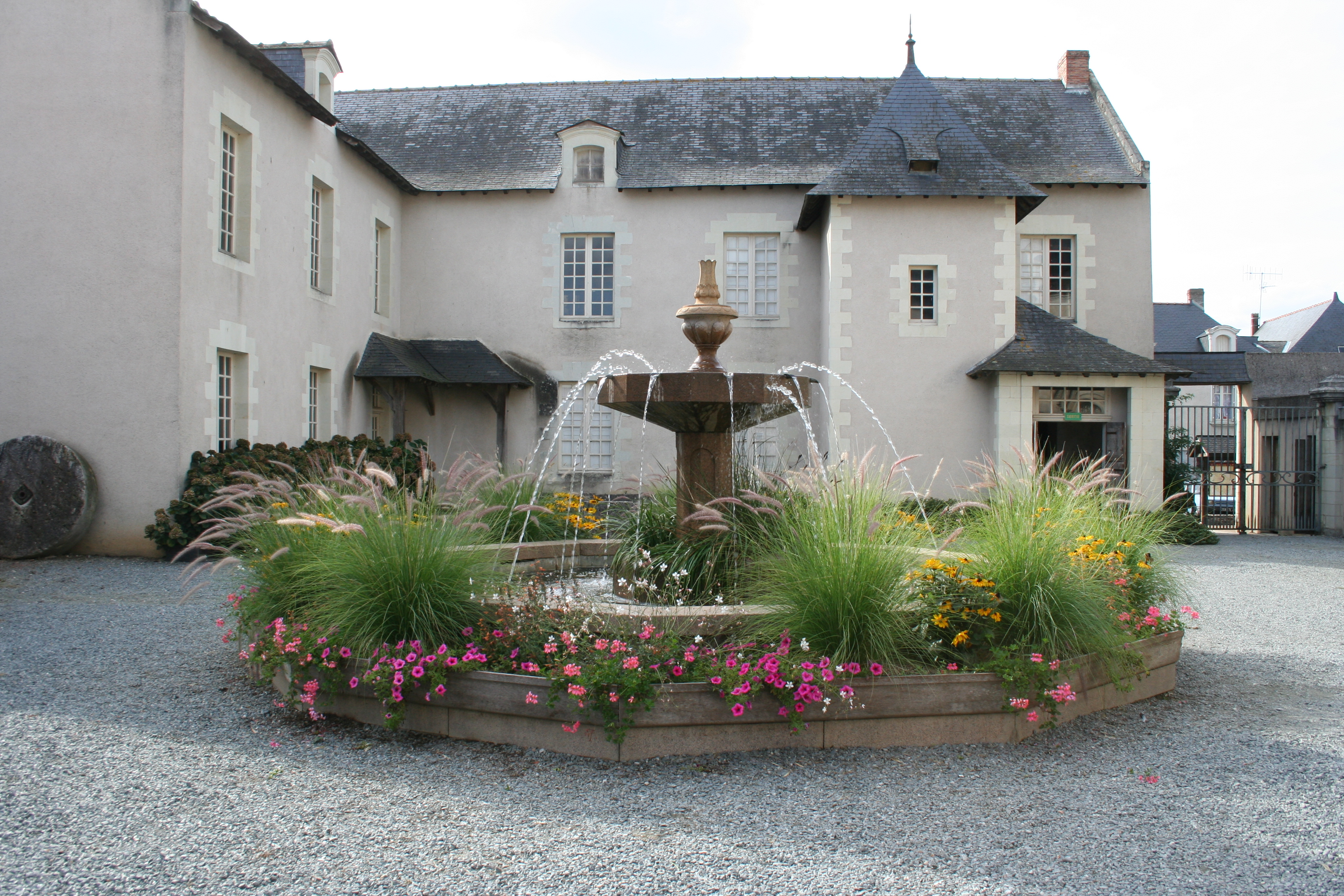
Fontaine en granit de la cour du Musée

### La rue pavée

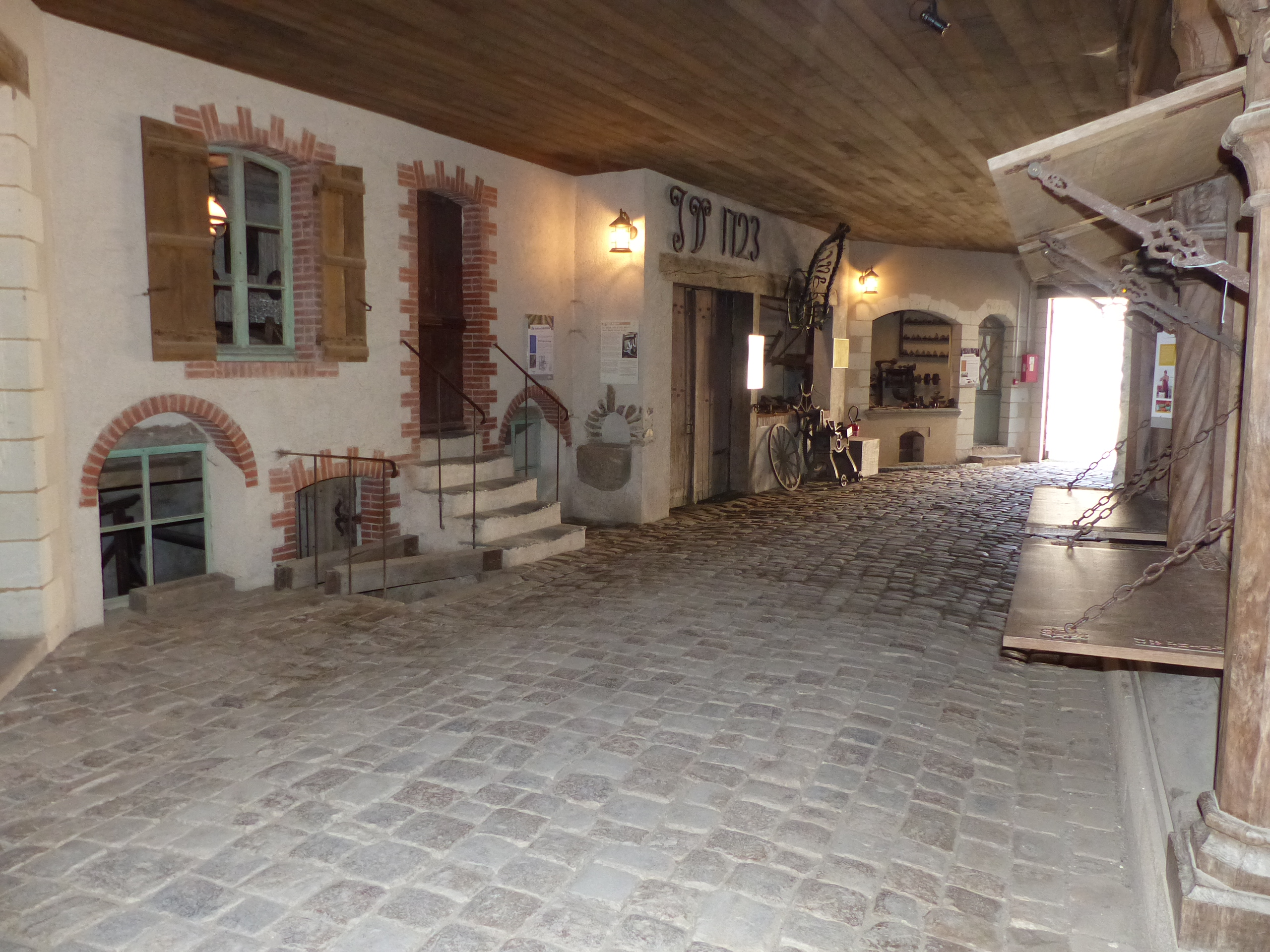
La rue pavée

Pouvant être appelée la rue pavée, la rue des échoppes ou bien la rue des boutiques, elle est construite entre 1979 et 1985. C’est un espace du musée qui emmène le visiteur dans les rues qui existaient jusqu’au milieu du XXe siècle dans les milieux ruraux. Les métiers visibles sont ceux par exemple de sabotier, cordonnier, huilier, tisserand, forgeron, cirier, sellier et repasseuse. Les métiers du travail du bois et du fer sont plus fortement représentés car ce sont respectivement les deux métiers des fondateurs Victor Perrault et Abel Delaunay. Cette partie du musée semble figée dans le temps, comme si les artisans venaient de quitter leur travail.

### La salle des engins de levage
Dans cette salle est exposée l’une des premières « grues » qui était auparavant montée puis démontée à chaque nouvel étage construit.

Il est aussi représenté des espaces ruraux de la vie quotidienne, avec une salle de classe du XIXe siècle reconstituée à l’identique ainsi que l’intérieur d’une maison. On y retrouve aussi l’exposition d’éléments de la vie quotidienne des ruraux comme des vans ou encore de la poterie.

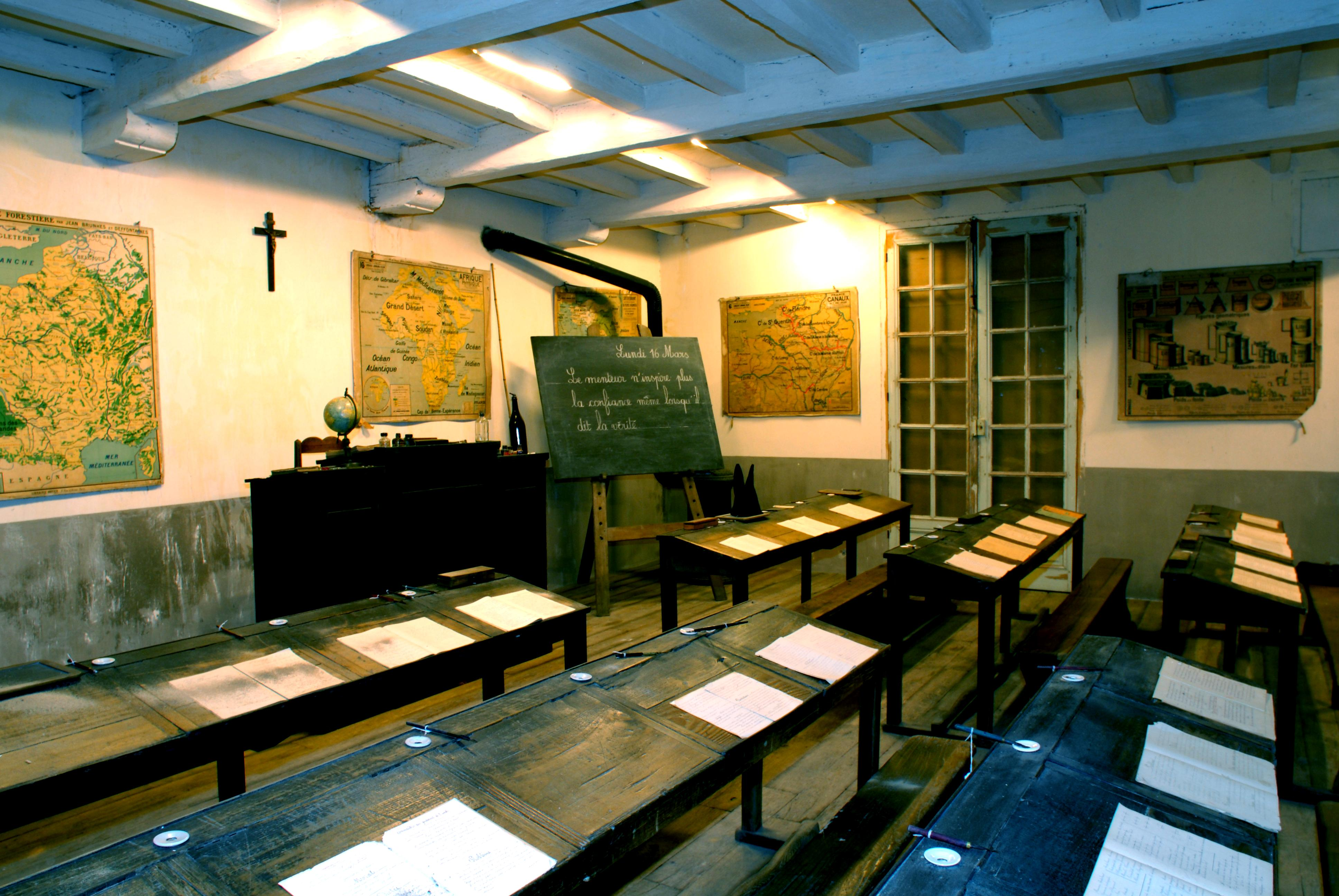
Salle de classe du XIXe siècle

### La salle des pressoirs et des alambics
Consacrée à l’exploitation viticole, cette salle présente une vaste collection de différents pressoirs. Cette abondance s’explique par la proximité avec la ville de Chalonnes-sur-Loire qui est le siège social de l’un des premiers fabricants de pressoirs viticoles. En addition à ces pressoirs, on retrouve en parallèle 14 alambics qui servaient à fabriquer de l’alcool de fruit.

### Le grenier
Accessible par un escalier en chêne massif et construit en 1983, le grenier abrite des reconstitutions d’ateliers de menuisier, de charron, de tonnelier, de charpentier ainsi que de sculpteur de bois. On notera aussi la présence de la salle « Du Grain au Pain », celle-ci présente l’historique de la culture du blé, de la meunerie et de la boulangerie. En son centre on retrouve le mécanisme d’un moulin à vent.

### La grange
Espace un peu plus reculé du musée, elle est accessible en passant derrière l’église de Saint-Laurent-de-la-Plaine. Achevée en 1986, on retrouve à l’entrée une roue à aubes de 28 pales. L’intérieur de la grange présente l’exposition temporaire « Saint-Laurent en 14-18 : ses soldats au front, les familles du village » qui est en lien avec la célébration du centenaire de la Première Guerre mondiale. Cette exposition prendra fin en 2021. On peut aussi y observer des outils servant à l’exploitation forestière, l’exploitation agricole mais également un moulin à carton.

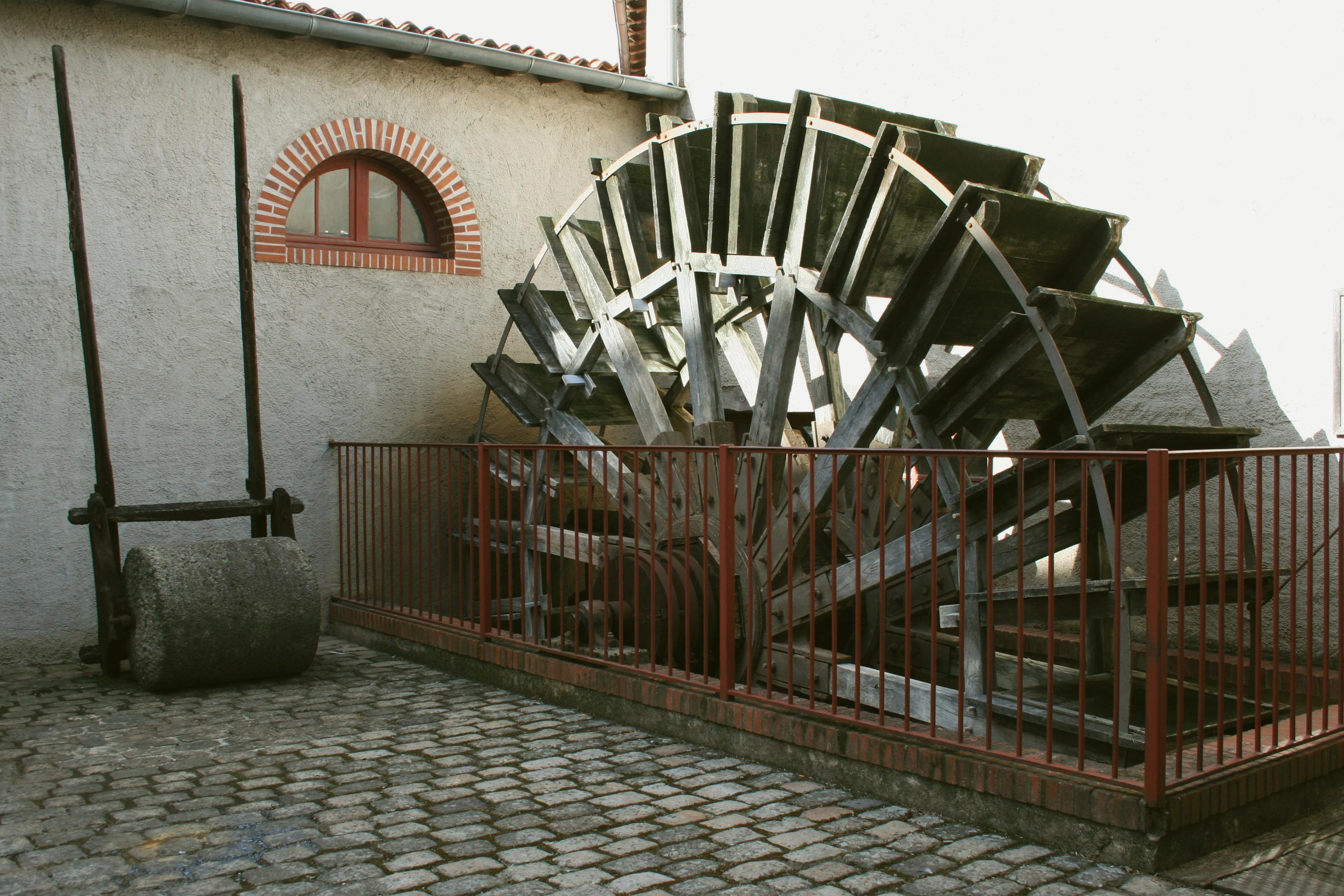
Roue à aubes
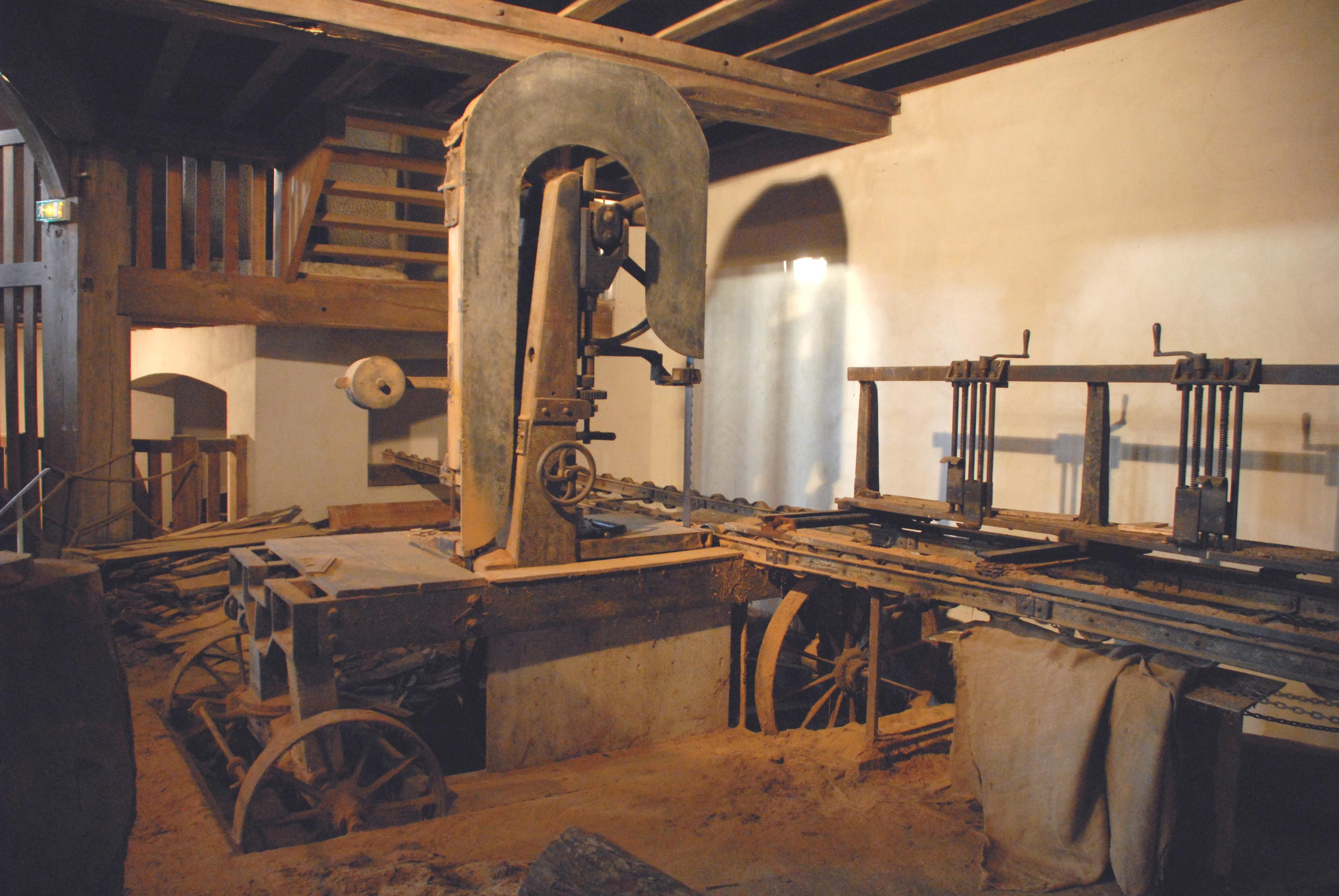
Ancien outil agricole

## Expositions temporaires

### «Il était une fois une famille de potiers d’étain»
Située dans le hall d’accueil, cette exposition temporaire explique le quotidien des potiers d’étain, le travail de ce matériau et l’utilisation que l’on pouvait en faire. Cette exposition se fait au travers de l’histoire de la famille Gras, originaire d'Angers, et des différents objets illustrant tout le travail de l’étain.

### «Saint-Laurent en 14-18: ses soldats au front, les familles au village»
Installée dans la grange, cette exposition commémorative du centenaire de la Première Guerre mondiale propose différentes reconstructions historiques. Avant d’arriver dans la grange, sont affichés le long des murs de l’église la présentation de 35 soldats de Saint-Laurent-de-la-Plaine morts pour la France ainsi que leur parcours, accompagnés d’une carte qui situe les lieux de décès de ces soldats. Au sein de la grange, on peut voir la reconstruction d’une partie d’une tranchée de première ligne et donc de la vie quotidienne des poilus au front, de leur équipement à leur vie privée ; tout y est exposé. Cette exposition explique aussi la vie des familles de soldats dans les villages grâce à un diaporama ,.

## Animations proposées
L’une des principales volontés de ce musée est de transmettre le savoir des anciens métiers aux nouvelles générations. Ce transfert de savoir s’effectue par le biais des différentes animations proposées par le Musée des Métiers. On retrouve des animations autour des métiers anciens et autour de l’artisanat, des animations à thème qui ont pour objectif de faire découvrir les traditions rurales des deux siècles précédents. Il est aussi proposé des animations destinées aux groupes scolaires afin de familiariser les plus jeunes aux anciens métiers mais aussi aux anciennes pratiques.
Toutes ces animations sont réalisées dans l’enceinte du musée et ce même dans les différents espaces de celui-ci ; comme dans la salle de classe ou encore dans les échoppes.

## L’association
Le Musée des Métiers est une association existant sous le statut d’association d’après la loi de 1901. L’association du musée est créée en 1970 et se nomme premièrement « Association des Amis des Vieux Métiers d’Anjou » et elle est créée à la suite de la première exposition d’outils de 1969. Elle se nommera par la suite "Les Amis des Métiers de Tradition".
Le bon fonctionnement du musée est permis grâce à l’investissement des bénévoles. Ils assurent en son sein différentes fonctions dont l’accueil, ils sont aussi guides, ils participent aux animations costumés, ils travaillent à la bonne conservation des objets de collections ainsi qu’à leur mise en valeur. Ces missions sont appuyées et organisées par la présence de deux salariées ainsi que des stagiaires venant découvrir le monde muséal.

## Localisation
Le Musée des métiers se situe sur la place de l’Église dans la ville de Saint-Laurent-de-la-Plaine aujourd’hui Mauges-sur-Loire, dans le département de Maine-et-Loire. En 2003, les bâtiments du musée ont été rachetés par la ville de Saint-Laurent-de-la-Plaine.

## Publications
- Musée des métiers et le Groupe de recherche en histoire locale de  Saint-Laurent-de-la-Plaine, Saint-Laurent-de-la-Plaine en 1914-1918 : ses soldats au front, les familles au village, Angers, A4 Ed. , 2015, 119 pages.
- Victor Perrault, Des métiers et des Hommes, Recto-verso éditeur, 1991, 104 pages.
- Norbert Denis, Les savoir-faire : Instantanés, galerie de portraits, Musée des métiers, 2011, 32 pages.
- Musée des métiers, Le Musée des métiers, 1970-2010 mémoires d'hommes : une aventure au cœur de l'Anjou, Angers,  A4 Ed., 2010, Angers, 31 pages.
- Martine Leroy-Rambaud et Musée des métiers, Crayon de terre : vivre ici, ensemble, pourquoi, Réussir-l'Anjou agricole, 2009, 46 pages.